# Brickell
Brickell è un quartiere residenziale di Miami, nella Contea di Miami-Dade della Florida, negli Stati Uniti d'America. L'area della zona è di 3,1 km2 e la popolazione nel 2011 di 31.759 abitanti.
Brickell fa parte di Downtown Miami ed è il maggiore distretto finanziario di Miami e della Florida meridionale.

## Geografia

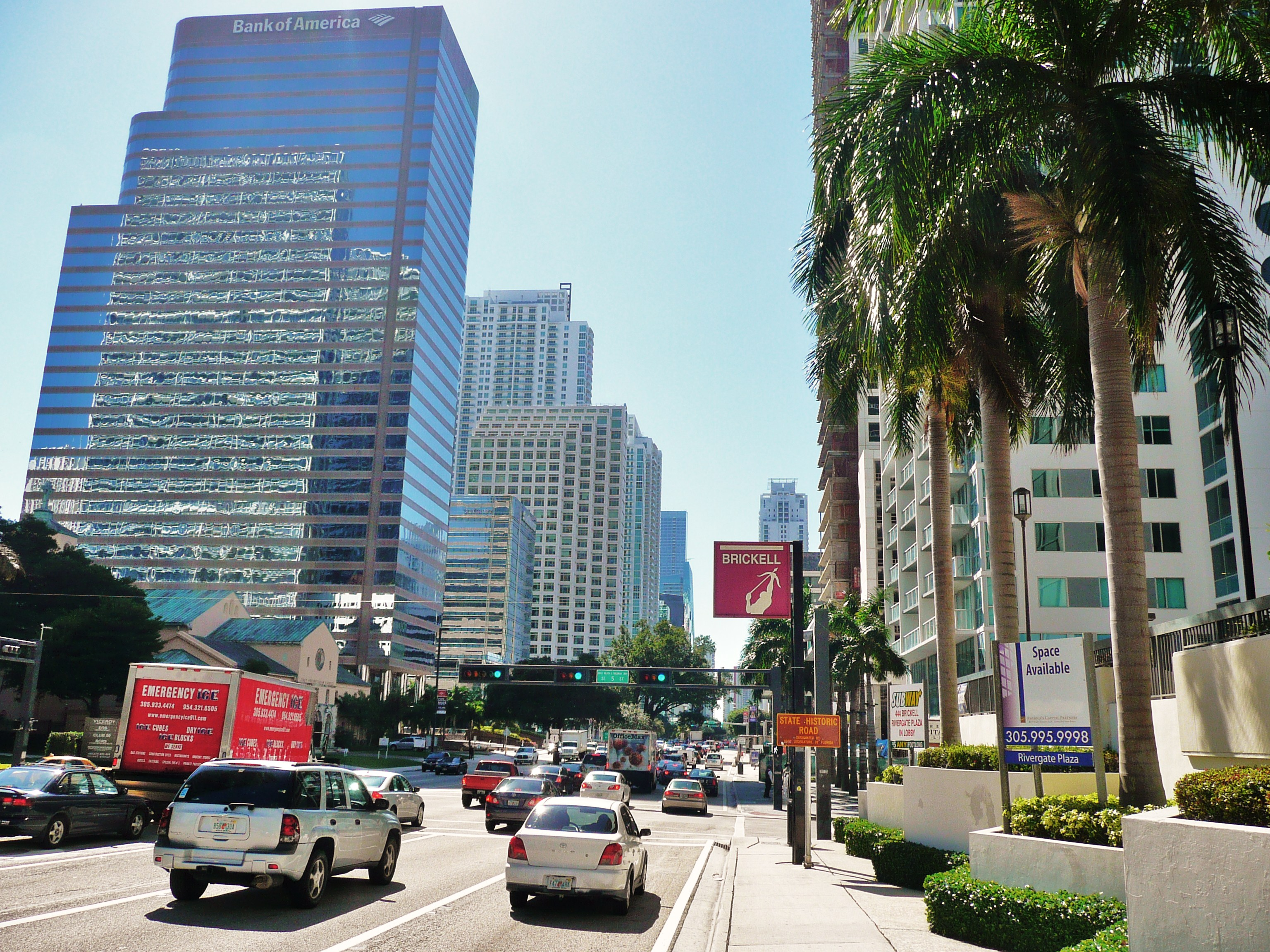
Brickell Avenue.

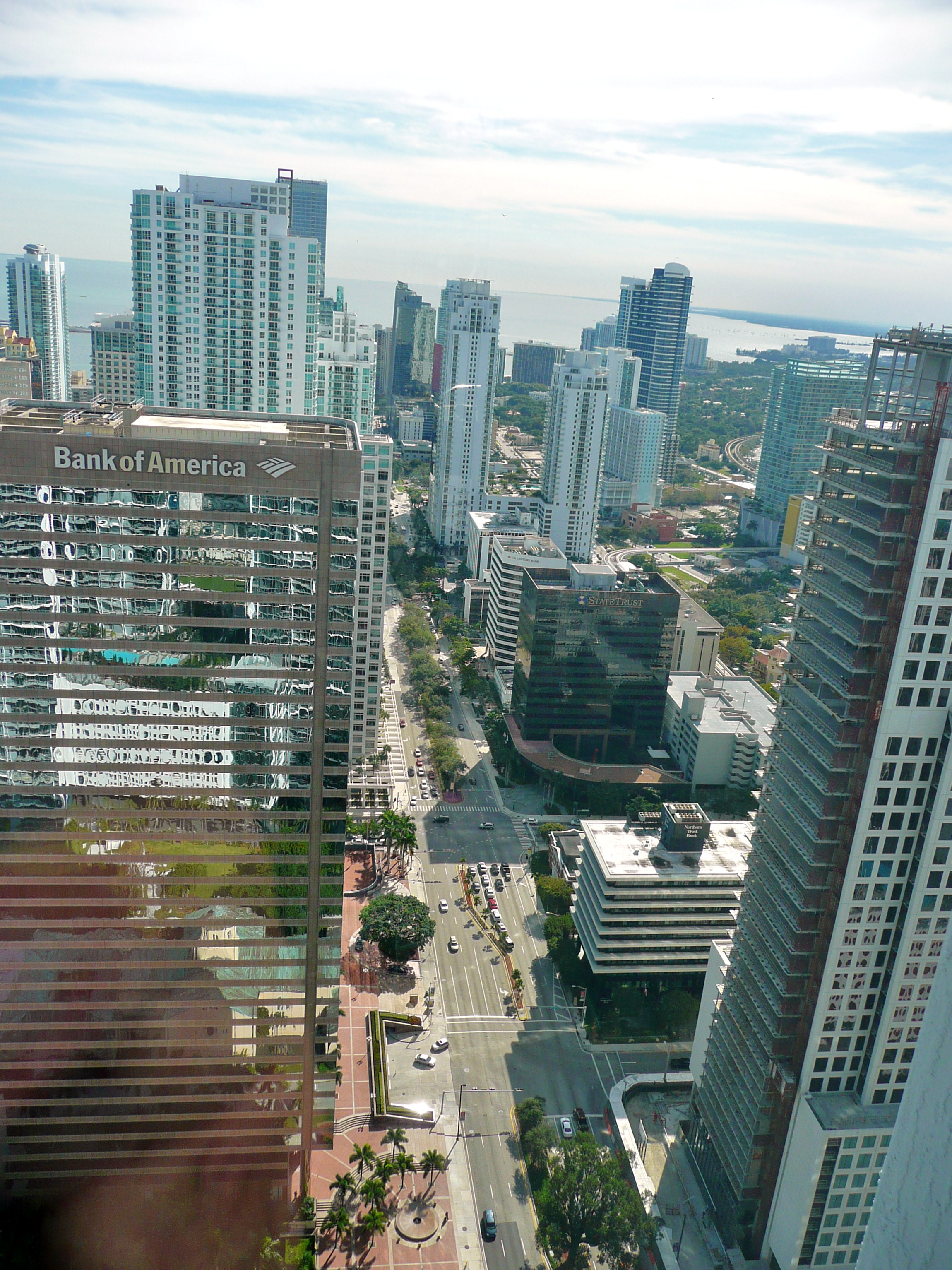
Vista di Brickell Avenue da Icon Brickell.

Brickell si trova a sud del Miami River, estendendosi fino a sud della SW 26th Road (Rickenbacker Causeway). A nord della SW 15th Road (Broadway) è un misto di edifici residenziali e finanziari, mentre a sud della Broadway è principalmente residenziale. La popolazione di Brickell è di 31.759 residenti.
L'area a sud della Broadway ad ovest di Brickell Avenue è costituita da edifici residenziali bassi o di media altezza, mentre a est di Brickell Avenue si trovano edifici con un numero elevato di piani. Le residenze in questa area di Brickell sono tra le più costose di Miami e sono residenza di diverse celebrità.
A nord di Brickell si trova Downtown, mentre a sud si trova Coconut Grove. Ad ovest, invece, si trova Little Havana, mentre ad est Brickell si affaccia sulla Baia di Biscayne: attraverso la Rickenbacker Causeway è possibile raggiungere Virginia Key e Key Biscayne, mentre con la MacArthur Causeway si raggiunge South Beach.

## Storia
I primi insediamenti a Brickell risalgono all'era moderna, con i primi pionieri a metà degli anni 1800. All'inizio del 1900 è cresciuta per diventare la zona più esclusiva di Miami dopo la costruzione di edifici sfarzosi lungo Brickell Avenue da parte di Mary Brickell, moglie di William Brickell che, con Julia Tuttle è considerato il cofondatore di Miami. A partire dagli anni 1970, grattacieli per uffici, hotel ed appartamenti iniziarono a sostituire le dimore storiche. Oggi Brickell è cresciuta fino a superare il Downtown Miami Historic District come uno dei maggiori distretti finanziari negli Stati Uniti. Con una popolazione in rapida crescita, Brickell è attualmente uno dei quartieri che si sviluppa più rapidamente. La popolazione permanente di Brickell, insieme al Central Business District di Downtown, è di oltre 70.000 persone.

## Monumenti e luoghi d'interesse

### Architetture religiose
- First Presbyterian Church (1898)
- St. Jude Catholic Church (1946)
- Immanuel Lutheran Church
- Central Korean Presbyterian Church
- The Shul of Downtown and Brickell
- Crossbridge Church
- Calvary Chapel Downtown

### Architetture civili
Brickell storica
Con la rapida urbanizzazione conosciuta negli anni, rimane molti poco della struttura originale di Brickell. Brickell fu inizialmente ideata da Mary Brickell per dimore e grandi case, che portò ad essere conosciuta come la "Millionaire's Row". Con la crescita della città, specialmente dagli anni 1970 in poi, l'aspetto di Brickell iniziò a cambiare con la costruzione di alti edifici lungo Brickell Avenue e grattacieli residenziali nella parte meridionale a sud della SE 15th Road (Broadway). Il boom commerciale degli anni 1980 portò la costruzione in massa di grattacieli ad uso ufficio, facendo diventare il quartiere quello che è attualmente. Alcuni degli edifici storici che rimangono a Brickell sono:
- Brickell Mausoleum a Brickell Park, costruito nel 1921
- Miami Circle, area sepolcrale degli indiani Tequesta risalente a circa il 310-10 AD
- Dr. James M. Jackson Office, primo ambulatorio medico a Miami, del 1905
- Southside School, del 1900-1924
- St. Jude Catholic Church, del 1946
- Fire Station No. 4, del 1922

Grattacieli
Uffici
- Colonnade Plaza
- Four Seasons Hotel Miami
- 1450 Brickell
- Espirito Santo Plaza
- Sabadell Financial Center
- Brickell Financial Centre
- 701 Brickell Avenue
- Brickell Bay Office Tower

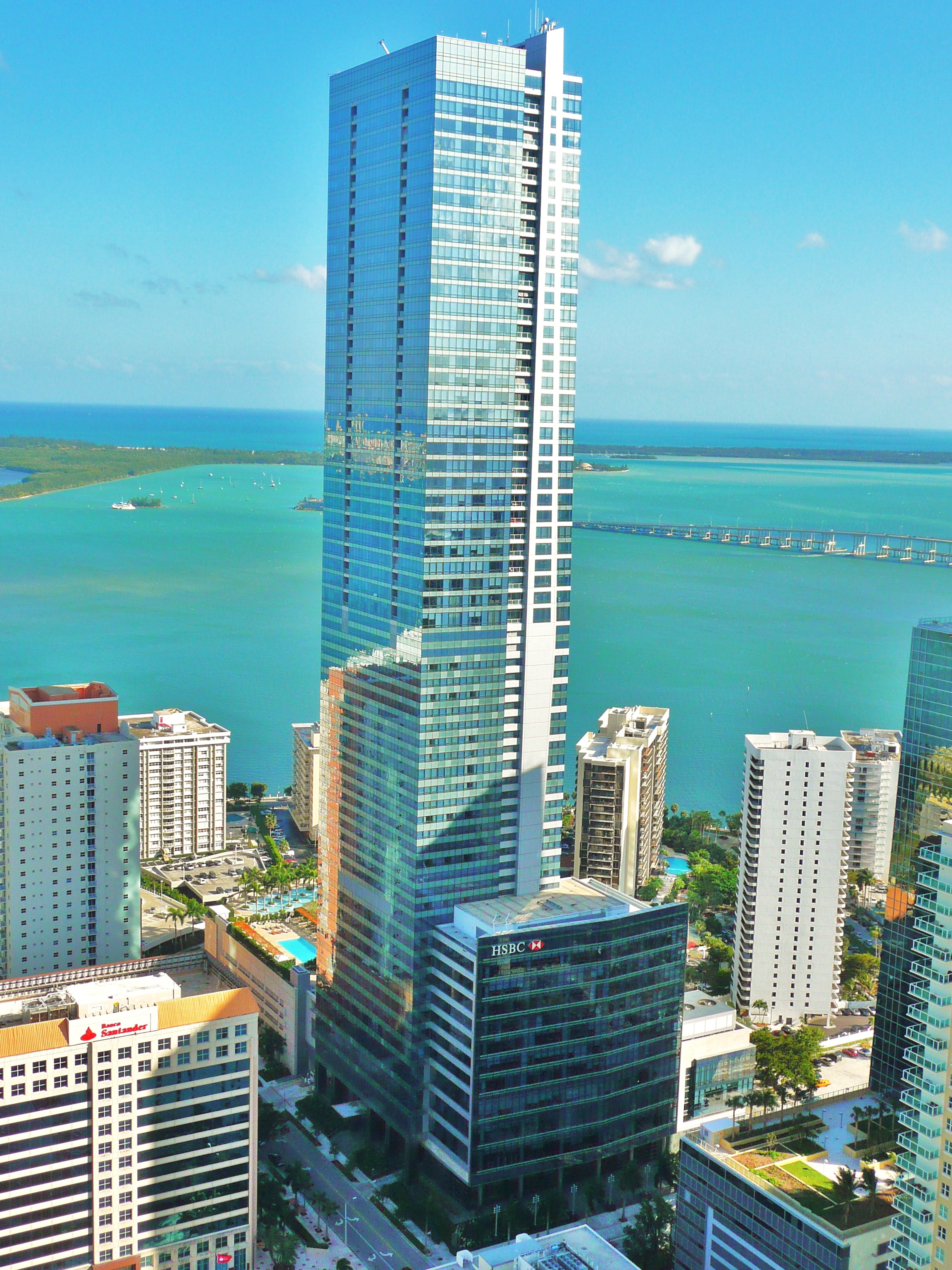
Four Seasons Hotel and Tower, l'edificio più alto della Florida.

- Latitude One International Business Center

Edifici residenziali
- Jade at Brickell Bay
- Emerald at Brickell
- Costa Bella
- The Mark on Brickell
- Santa Maria (building)|Santa Maria
- Plaza on Brickell|Plaza on Brickell North Tower
- Plaza on Brickell|Plaza on Brickell South Tower
- Axis at Brickell Village|Axis at Brickell North Tower
- Axis at Brickell Village|Axis at Brickell South Tower
- Asia (Miami)|Asia
- The Fortune House Hotel - Hotel and condos
- Four Seasons Hotels and Resorts|Four Seasons - Hotel and condos
- Vue at Brickell
- Brickell on the River|Brickell on the River North Tower
- Brickell on the River|Brickell on the River South Tower
- Avenue on Brickell|Avenue on Brickell East Tower
- Avenue on Brickell|Avenue on Brickell West Tower
- Latitude on the River
- The Palace (Miami)|The Palace
- Atlantis Condominium
- Tequesta Point|Three Tequesta Point
- Tequesta Point|Two Tequesta Point
- One Broadway
- The Yacht Club
- The Sail
- One Tequesta Point
- Carbonell Condominium
- The Club at Brickell Bay
- Infinity at Brickell
- Icon Brickell|Icon Brickell North Tower
- Icon Brickell|Icon Brickell South Tower
- 500 Brickell|500 Brickell West Tower
- 500 Brickell|500 Brickell East Tower
- Icon Brickell|Viceroy Tower
- Brickell Mar
- Brickell Place Phase I
- Brickell Place Phase II
- Brickell View West

### Aree naturali

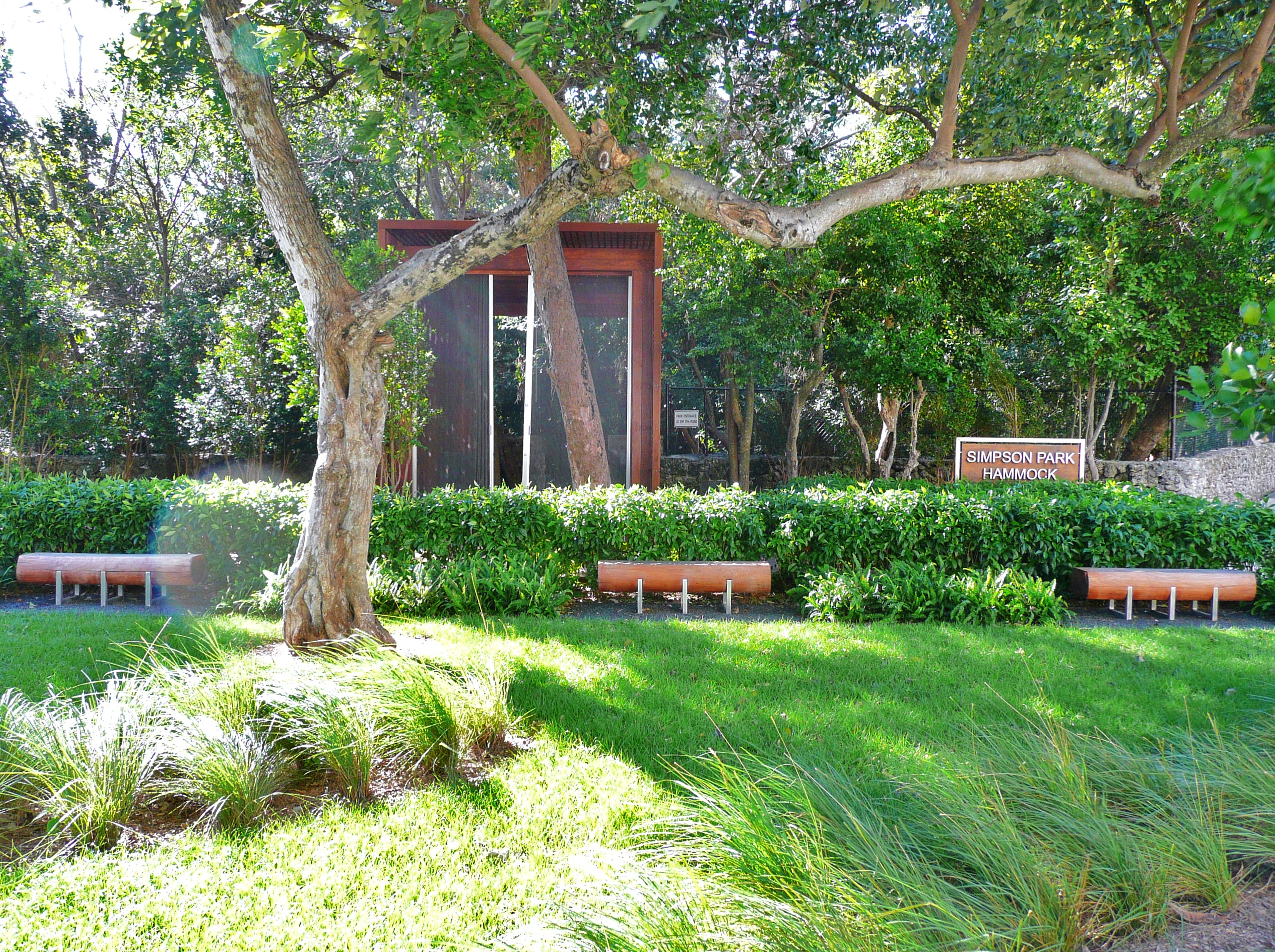
Simpson Park

- Simpson Park - (riserva naturale) tra S. Miami Ave e Broadway
- Alice Wainwright Park - (riserva naturale) Brickell Ave e Rickenbacker Causeway
- Southside Park - tra SW 1st Ave e SW 11th St
- Allen Morris Brickell Park - tra SE 10th St e SE 1st Ave
- Brickell Park - tra Brickell Ave e SE 5th St
- Miami Circle - a Brickell Avenue Bridge (vicino a Icon Brickell towers)
- Brickell Key Park - 805 Claughton Island Dr

### Zone commerciali
- Mary Brickell Village

## Società

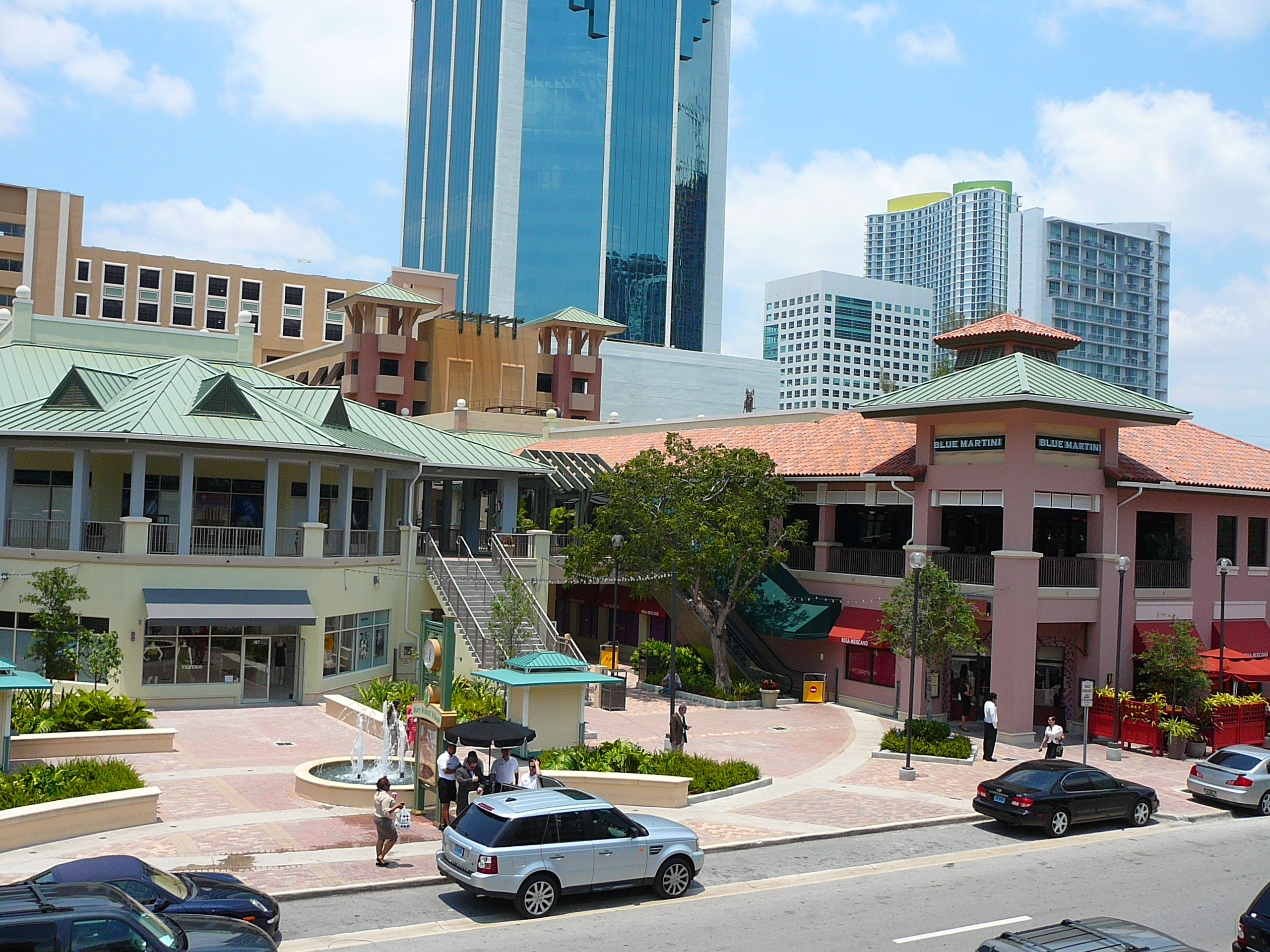
Mary Brickell Village.

Nel 2010 la popolazione di Brickell era di 31,759 persone su di un'area di 2,81 km2, con una densità di 37,622 per miglia quadrate, che lo rende uno dei quartieri più densamente popolato negli Stati Uniti ed il più denso a sud di New York. Secondo il censimento del 2010, la composizione razziale di Brickell per il 62.0% di ispanici, 33.2% di bianchi, 1.6% di asiatici e 1.4% di persone di colore. I codici postali di Brickell sono 33129, 33130 e 33131.
Secondo i dati del 2000, la percentuale di persone che non parla correntemente inglese è del 27.7%. La percentuale dei residenti nati in Florida era del 17.1%, quella della popolazione nata in altri stati USA del 13.7%, la percentuale dei residenti nati all'estero del 3.9% e la percentuale di stranieri del 65.3%.

## Cultura

### Biblioteche
- Miami-Dade Public Library

### Scuole

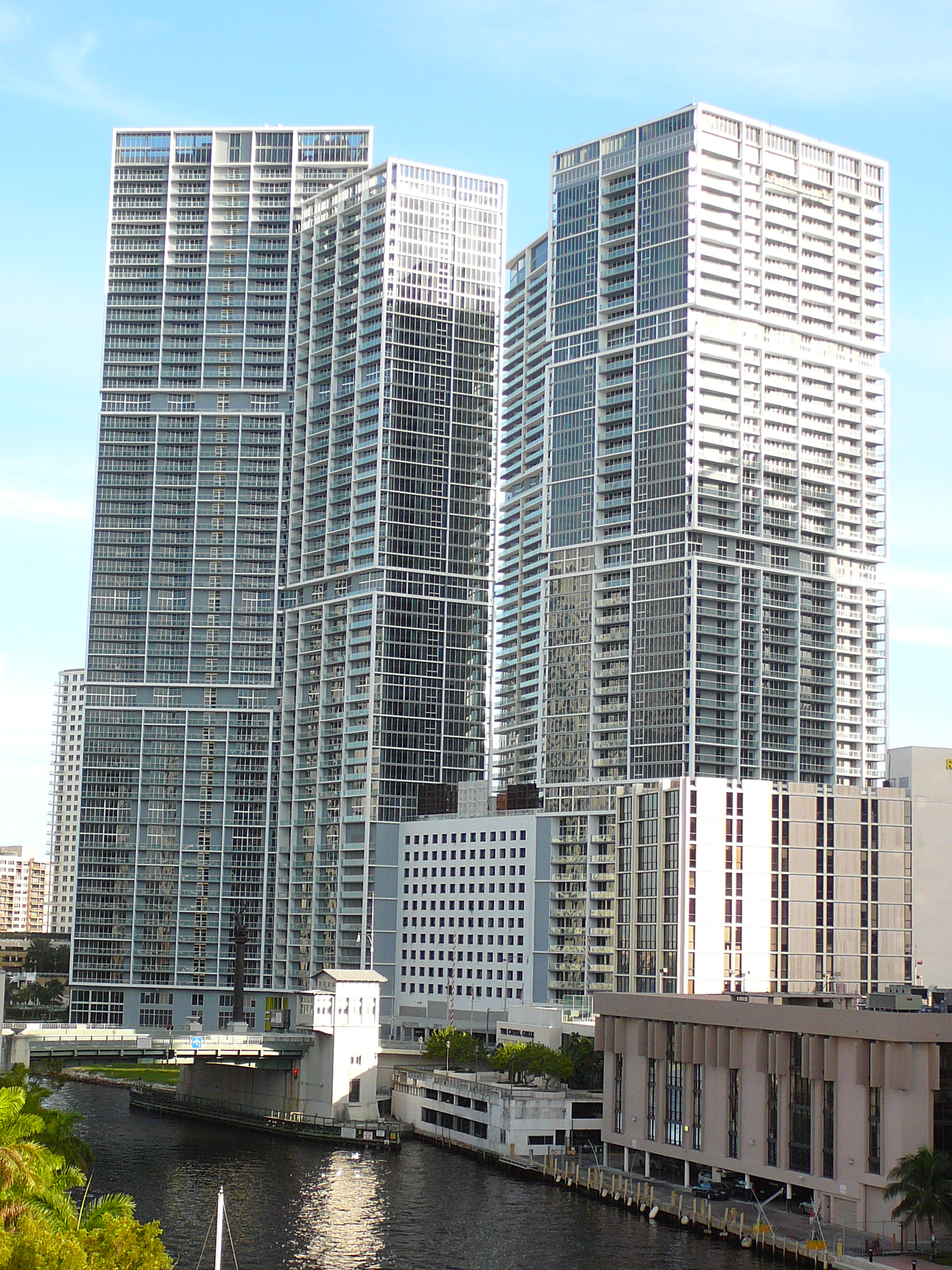
Il complesso dell'Icon Brickell.

A Downtown si trovano le seguenti scuole:
Scuole elementari
Scuole pubbliche gestite nell'area da Miami-Dade County Public Schools:
- Southside Elementary School
- Ada Merritt Elementary School
- Riverside Elementary School

Scuole private
- First Presbyterian International Christian School
- Gordon Day School
- Prima Casa Montessori School

College ed università
- Florida International University (Downtown Campus) - università publica, 1101 Brickell Avenue

## Economia
Nota come la "Manhattan del sud", Brickell è la sede della più alta concentrazione di banche internazionale degli Stati Uniti, principalmente lungo Brickell Avenue e Miami Avenue.
A poche centinaia di metri ad est di Brickell c'è Brickell Key, un'isola di grattacieli di lusso ad uso residenziale e per hotel. Secondo le stime del 2009, più di 190.000 impiegati lavorano nell'area di Downtown. Oggi Downtown è uno dei quartieri a crescita maggiore di Miami, passando dai 40.000 residenti del in 2000 ai 71,000 del 2010.
Come principale distretto finanziario della Florida meridionale, Brickell è il nucleo dei settori bancario, di investimento e finanziario di Miami. Inoltre, con Downtown Miami, a Brickell si trovano la maggior parte dei consolati stranieri. Molti di questi consolati si trovano lungo Brickell Avenue, tra i quali quelli di Argentina, Brasile, Cile, Ecuador, Francia, Regno Unito, Guatemala, Giappone, Messico, Paesi Bassi, Perù, Svizzera, Trinidad e Tobago.

## Infrastrutture e trasporti

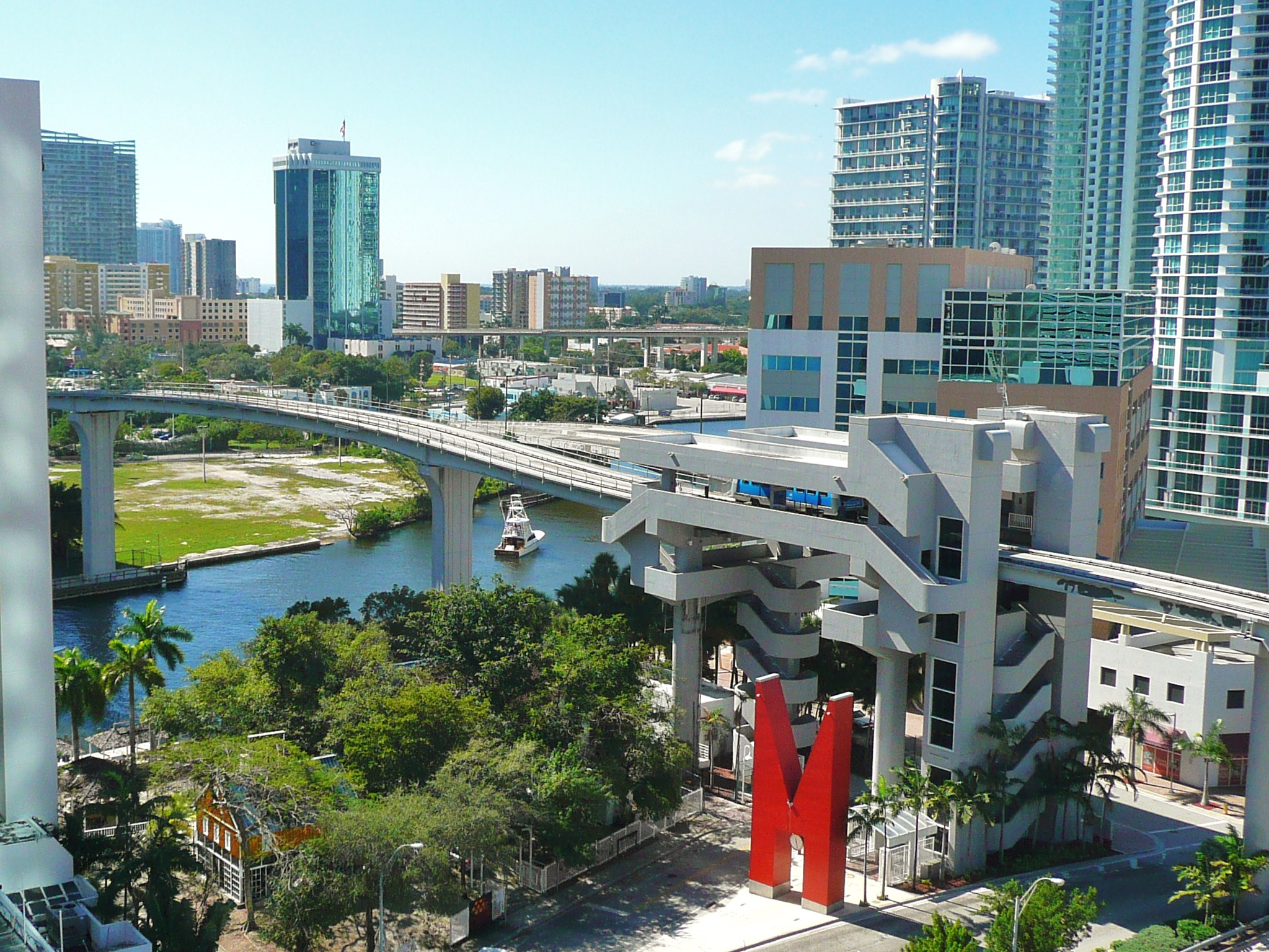
La stazione di Riverwalk del Metromover.

Brickell è servita dal servizio di autobus urbani del Metrobus, oltre che dalle metropolitane del Metrorail e Metromover. La fermata del Metrorail è Brickell (MDT station) (1001 SW First Avenue), mentre per il Metromover, il quartiere è attraversato dal ramo del Brickell Loop, con le seguenti stazioni, poste circa ogni due isolati:
- Fifth Street: 35 SE Fifth Street;
- Eighth Street: 59 SE Eighth Street;
- Tenth Street/Promenade: 1011 SW First Avenue;
- Brickell: 1001 SW First Avenue;
- Financial District: 50 SE 14th Street.

## Galleria d'immagini

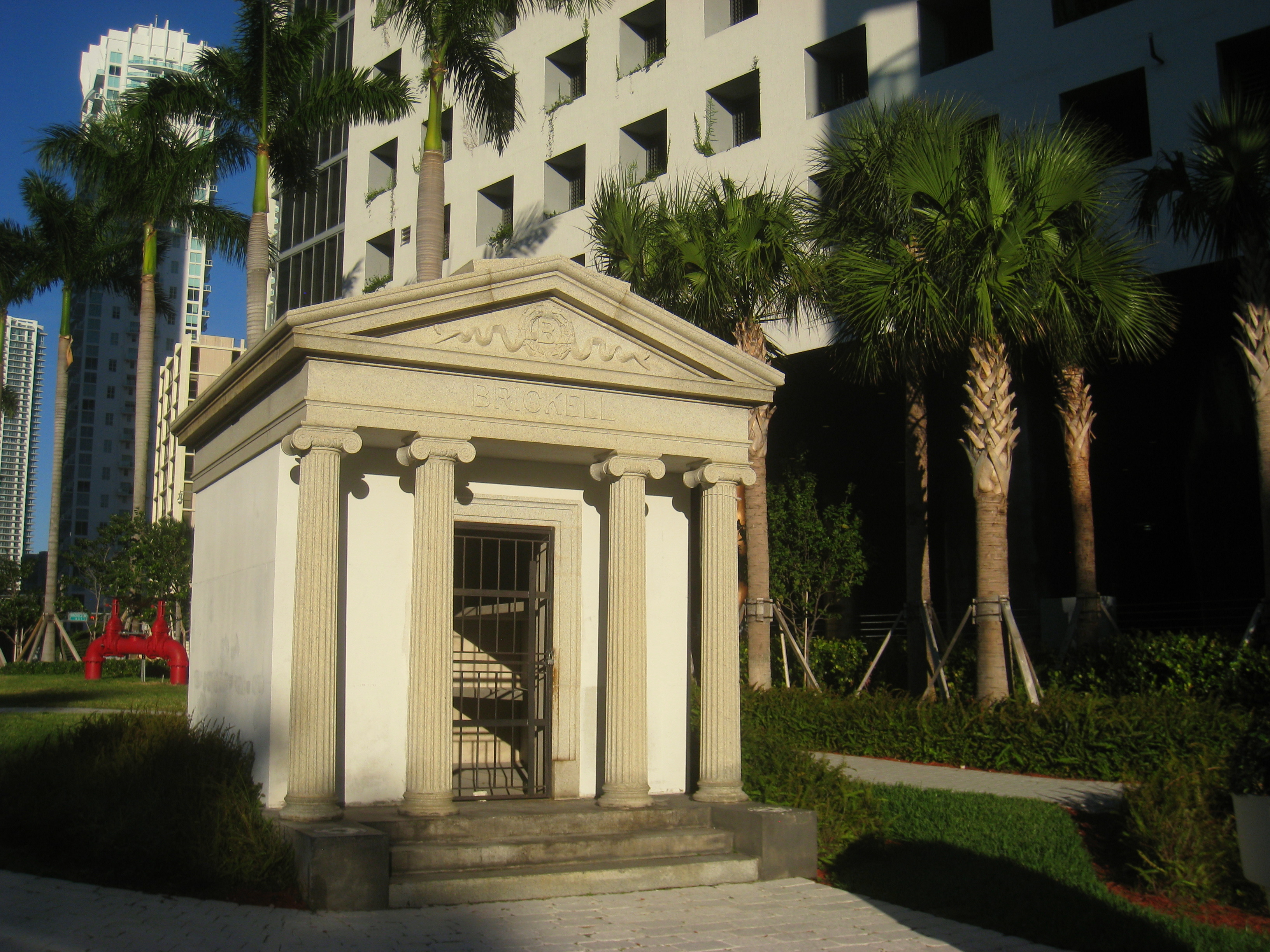
Brickell Mausoleum
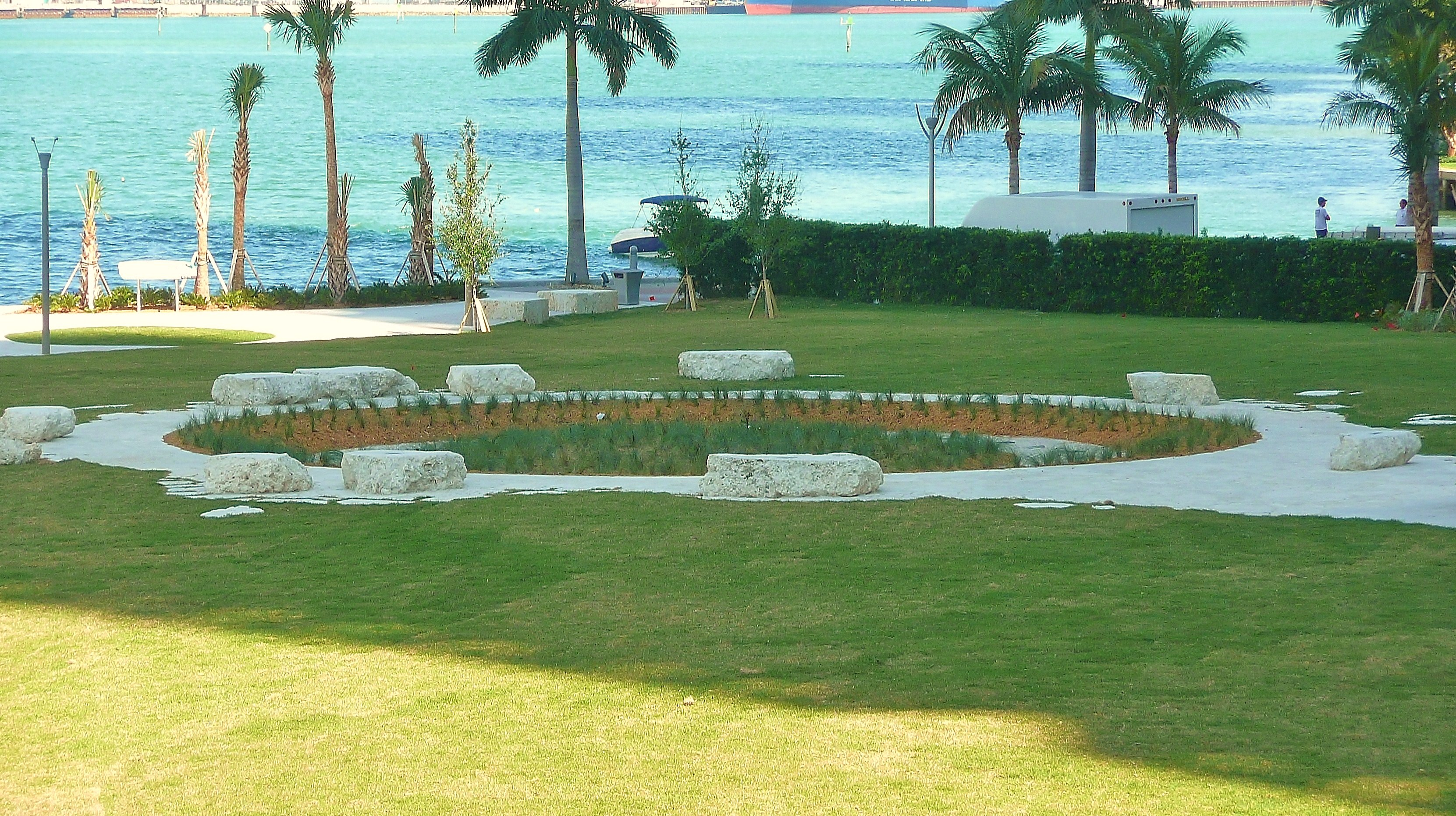
Miami Circle
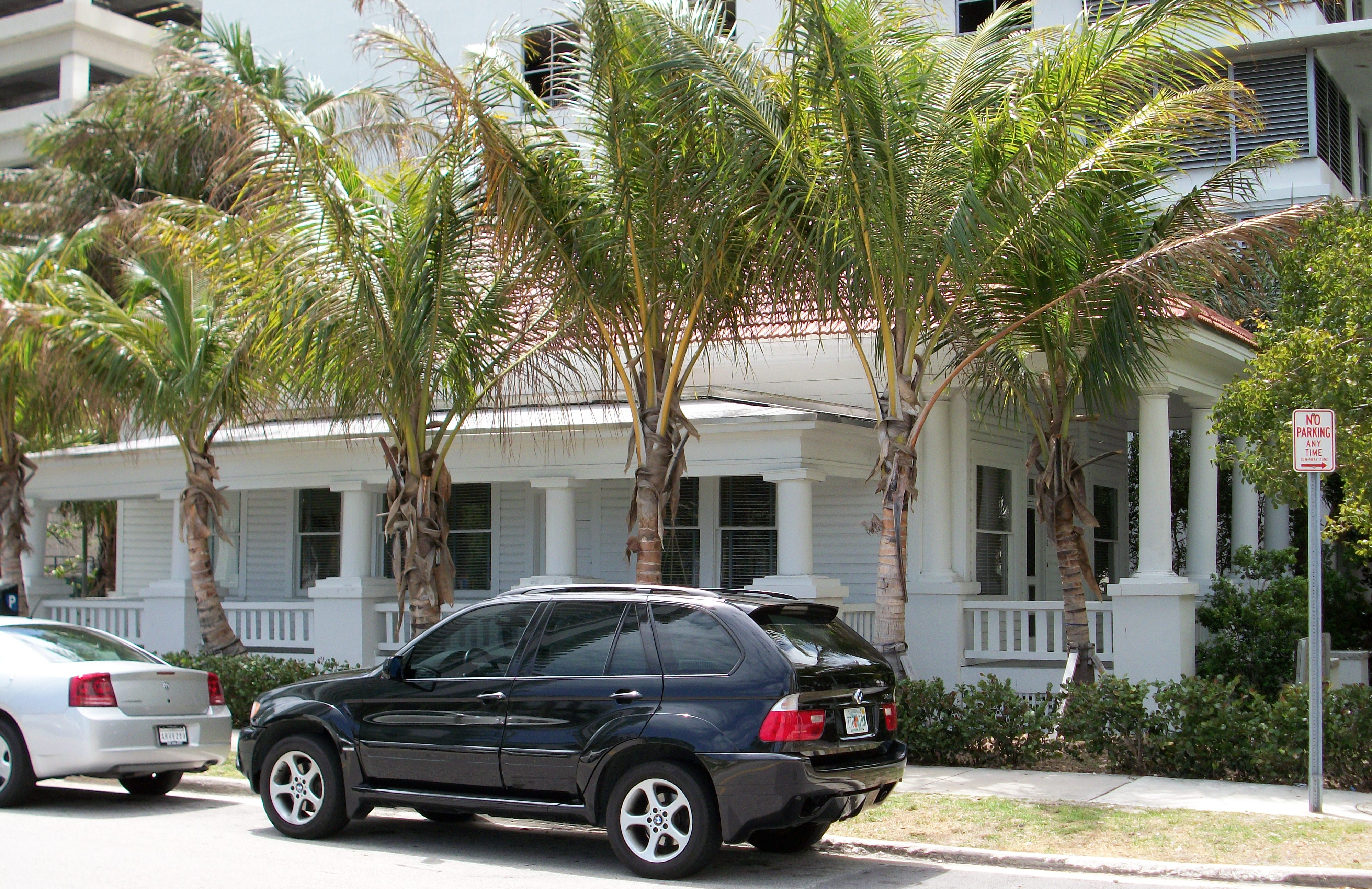
Dr. James M. Jackson Office
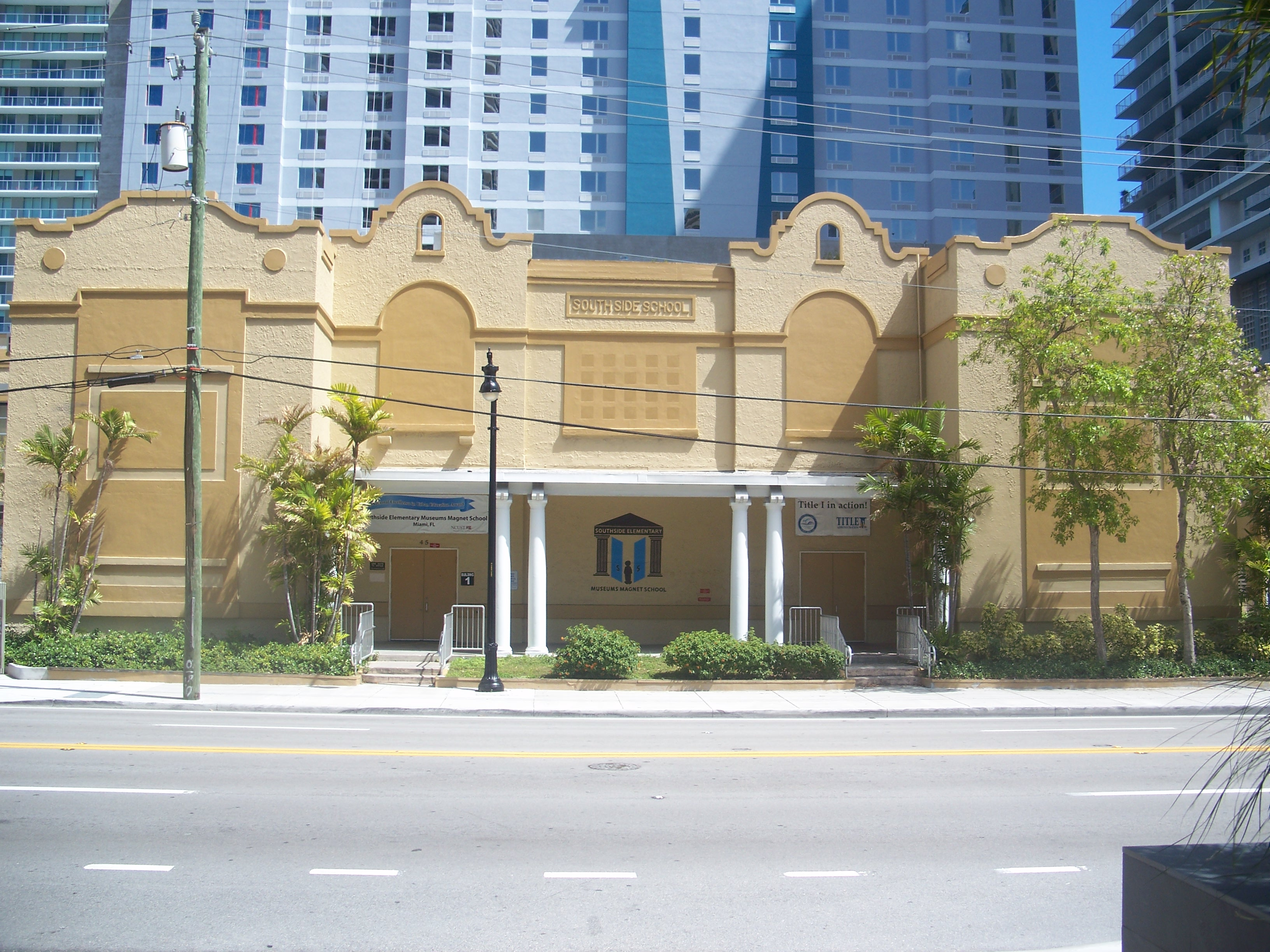
Southside School
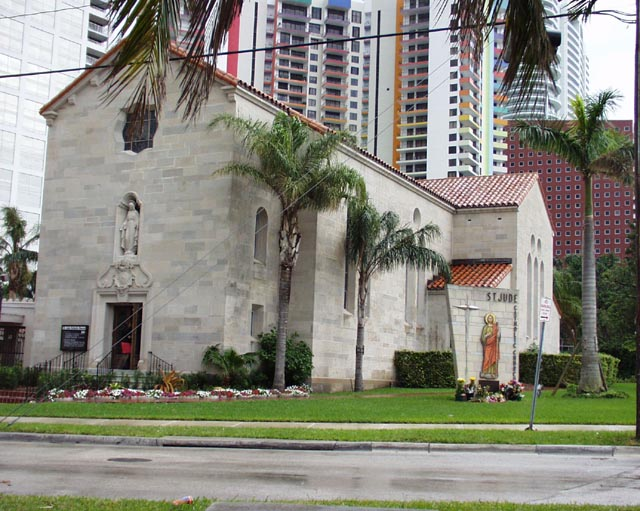
St. Jude Melkite Catholic Church
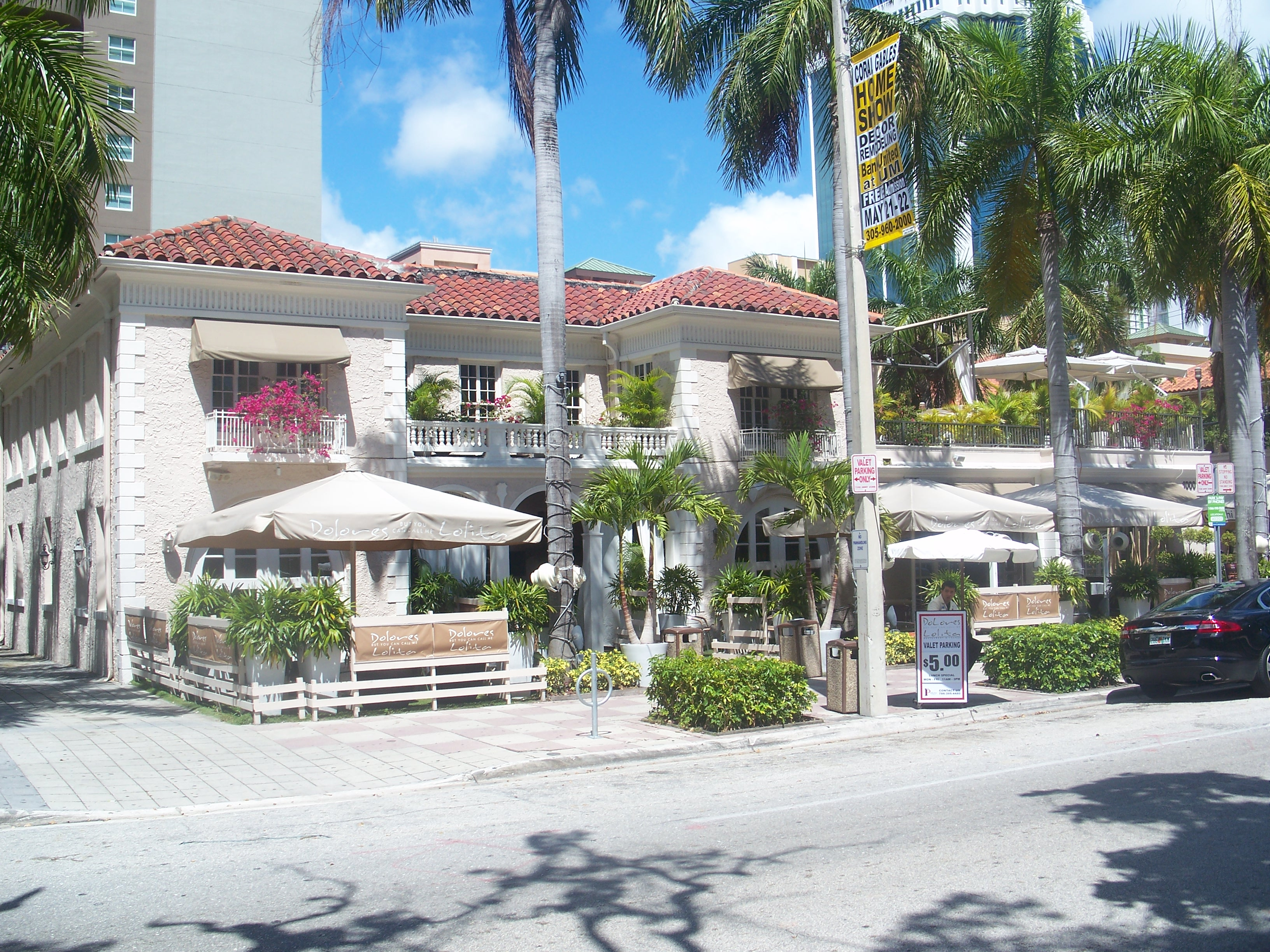
Fire Station No. 4
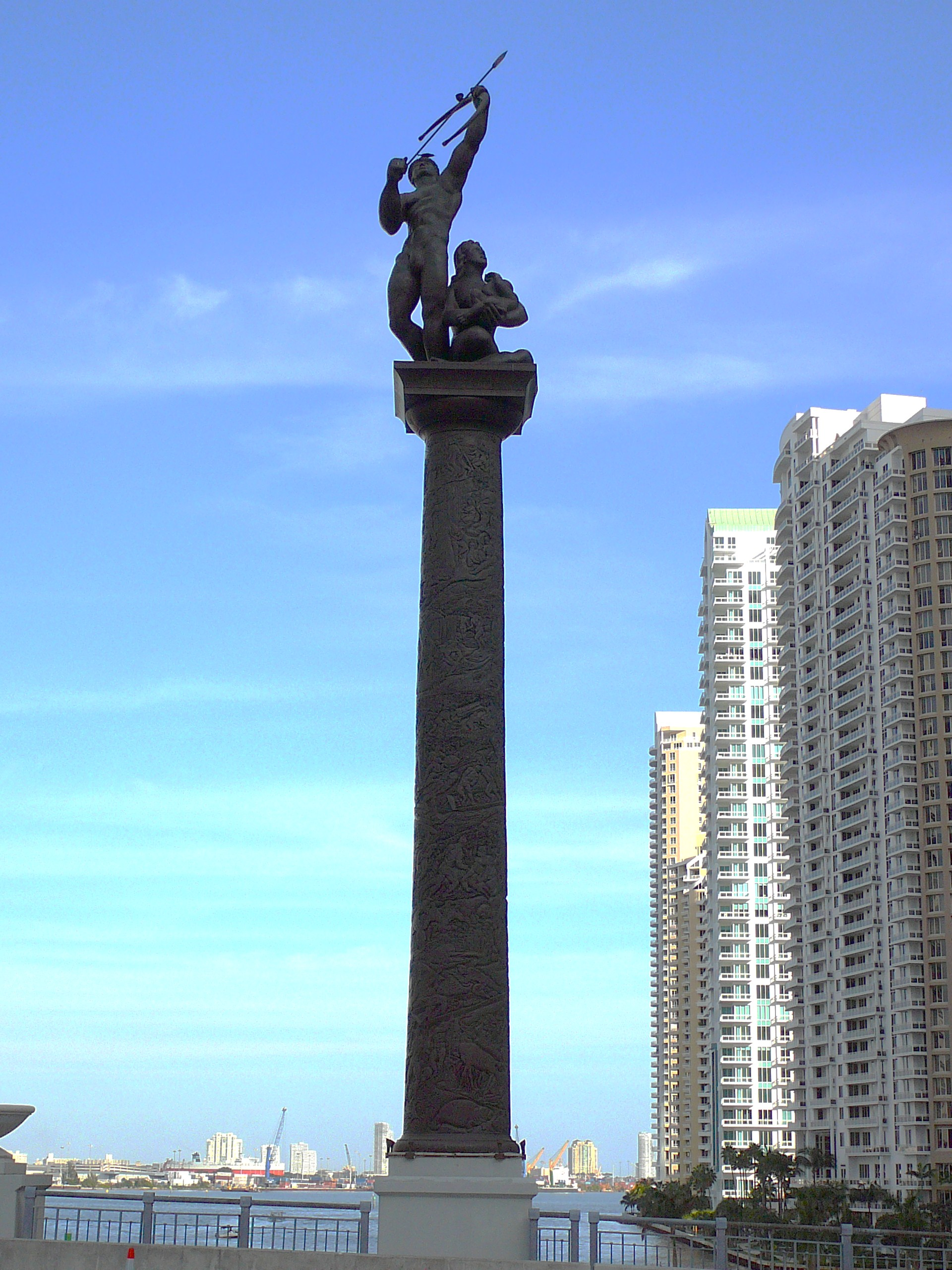
Monumento agli indiani d'america
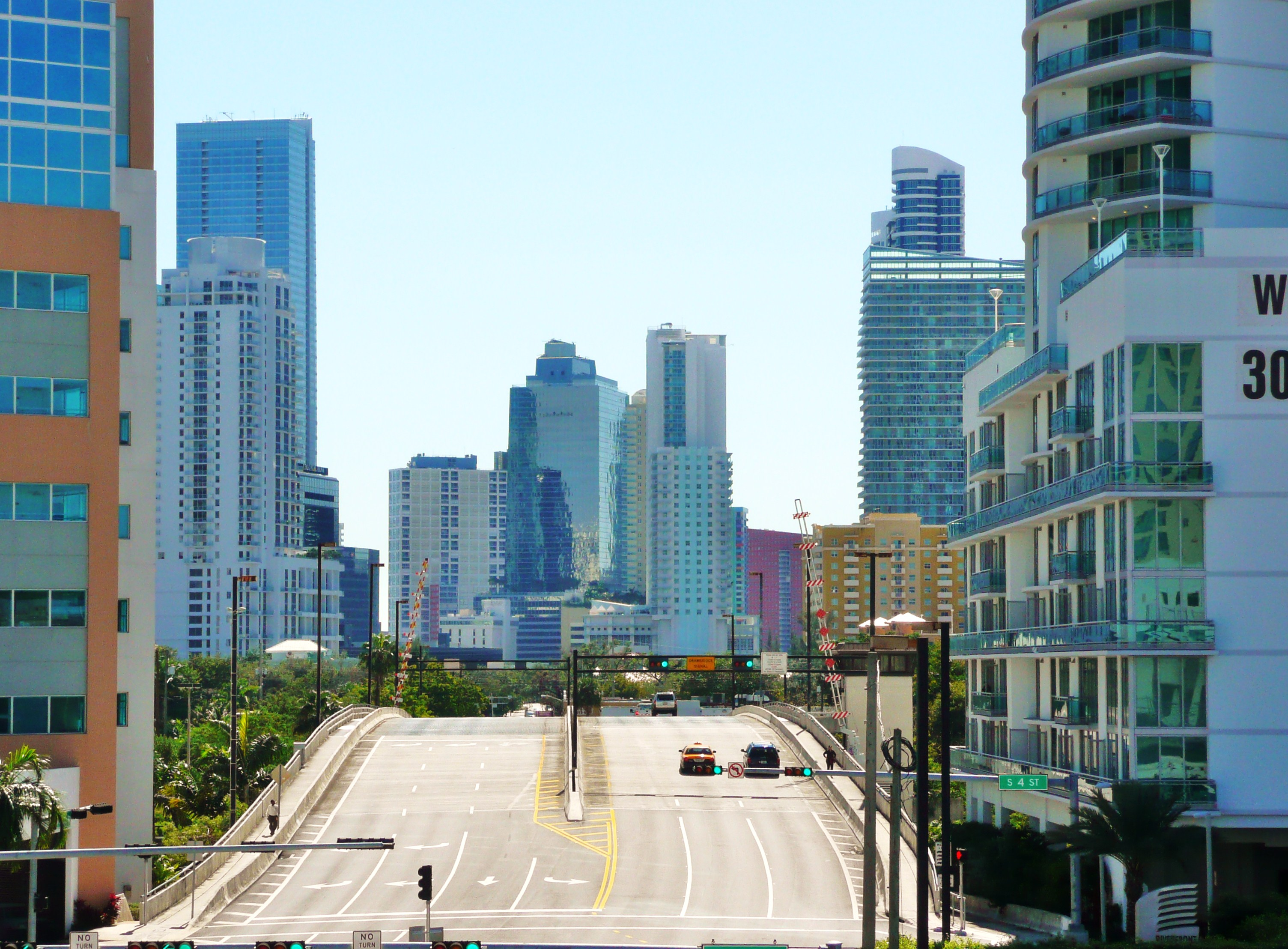
Miami Avenue
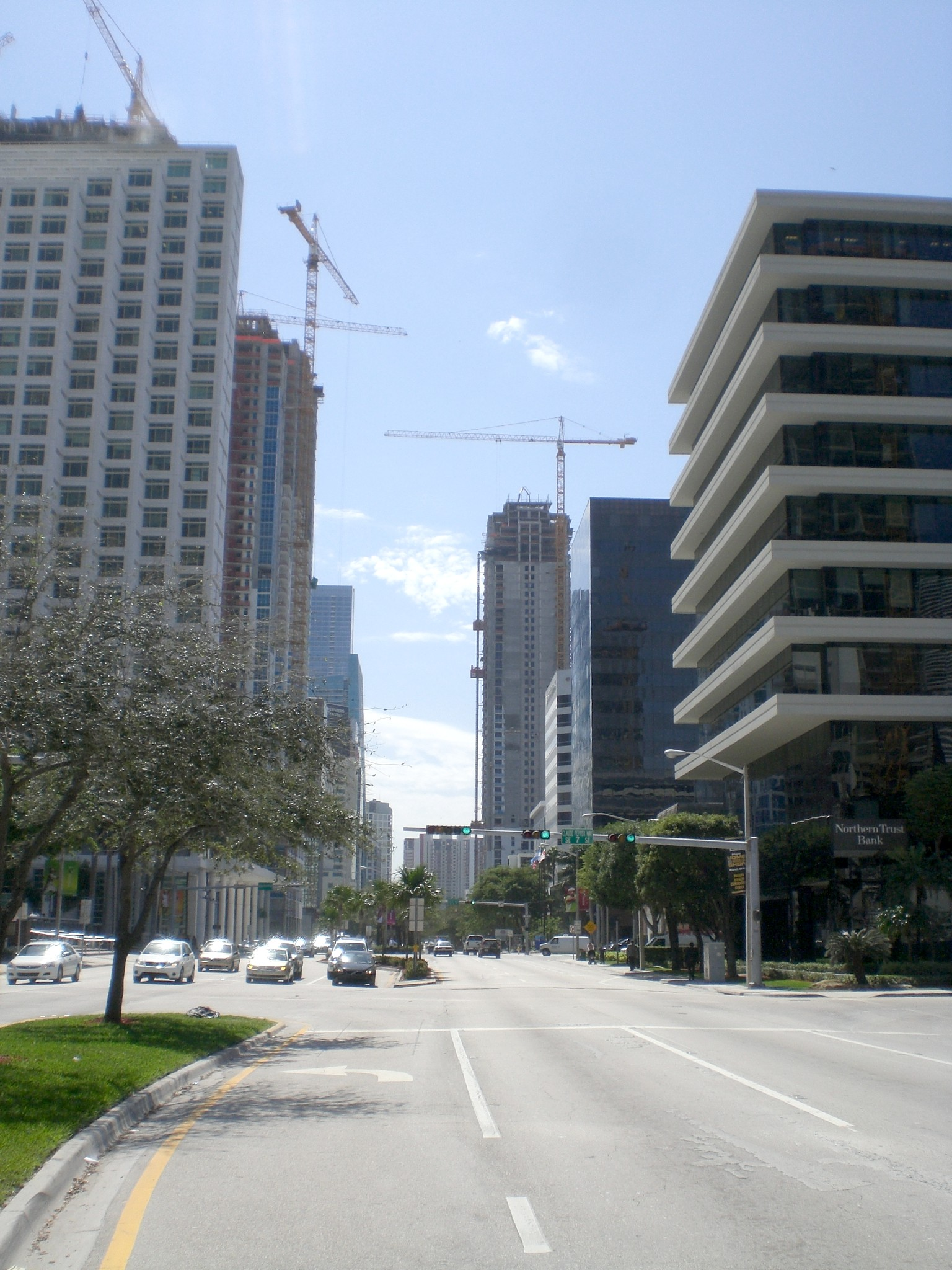
Brickell Avenue
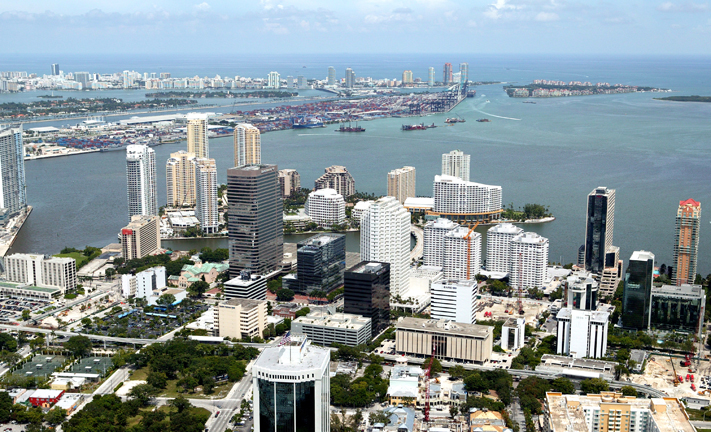
Upper Brickell prima della recente crescita delle costruzioni
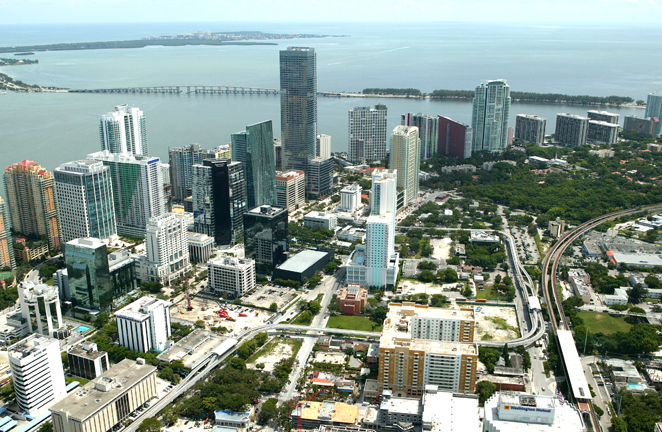
Lower Brickell prima della recente crescita delle costruzioni
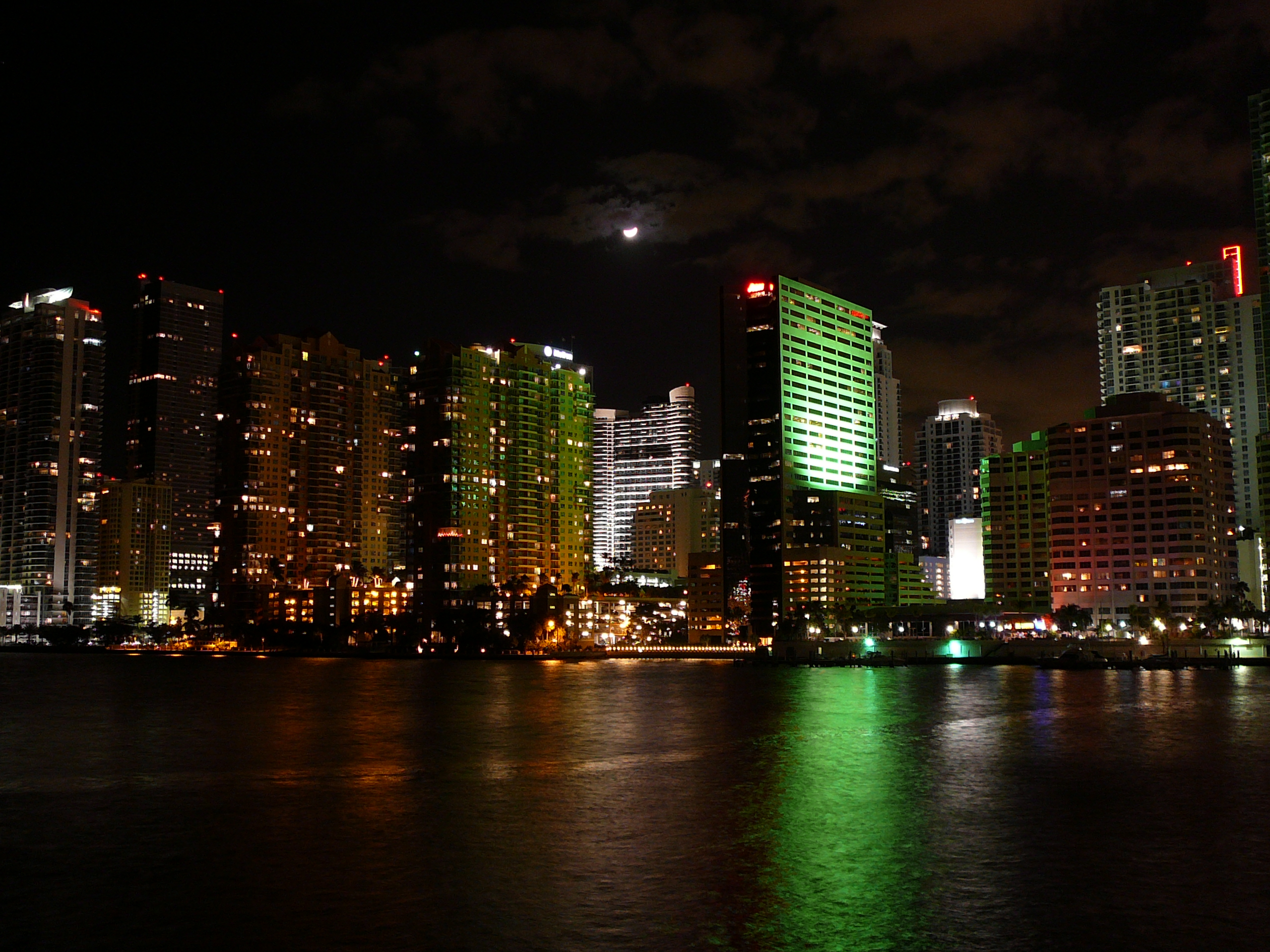
Panorama notturno